# Ime ruže (roman)
Ime ruže (tal. Il nome della rosa) je prvi roman talijanskog pisca Umberta Eca, objavljen 1980. godine.
Za roman Ime ruže kaže se da je istovremeno leksikon filozofije, povijesti religije, detektivski roman i kurs jezika. Privukao je veliku pozornost poslije objavljivanja, i stekao popularnost širom svijeta. Funkcionira kao detektivska priča, a uzevši u cjelini prikazuje potragu za istinom s filozofskog, teološkog i povijesnog stajališta. Struktura pripovijedanja je složena i bogata. Eco se uz ostalo služi srednjovjekovnom povijesnom građom i velikim brojem latinskih citata. Roman propituje postupak interpretacije, tj. otkrivanja značenja. Dok prati Baskervilleovu potragu za značenjem i istinom, čitatelj prepoznaje da je zbog polifonije znakova i složenosti njihovog tumačenja vrlo teško doći do konačnih zaključaka o značenju i istini.

## Sinopsis
Godina je 1327. Mladi benediktinski redovnik Adso iz Melka i njegov privremeni franjevački učitelj William od Baskervillea dolaze u samostan u sjevernoj Italiji, gdje je nedavno jedan redovnik preminuo pod nerazjašnjenim okolnostima. William slijedi tragove i pokušava logički razmišljati pozivajući se na Aristotela, Tomu Akvinskog i Rogera Bacona. U međuvremenu umire još nekoliko redovnika i ubrzo postaje jasno da je njihova smrt povezana sa samostanskom knjižnicom. Istragu otežava to što Bernado Gui, poslan od strane inkvizicije, ne istražuje zločine temeljito kao William.
Po knjizi je snimljen i istoimeni film 1986. godine sa Seanom Conneryjem u ulozi Williama od Baskervillea i Christianom Slaterom u ulozi Adse, a koji je više-manje dosljedno pratio knjigu.